# Ptocasius fulvonitens
Ptocasius fulvonitens är en spindelart som beskrevs av Simon 1902. Ptocasius fulvonitens ingår i släktet Ptocasius och familjen hoppspindlar. Inga underarter finns listade i Catalogue of Life.